# تیموتی بیتسون
تیموتی بیتسون (انگلیسی: Timothy Bateson؛ ‏ ۳ آوریل ۱۹۲۶ – ۱۶ سپتامبر ۲۰۰۹) یک هنرپیشه اهل بریتانیا بود. وی بین سال‌های ۱۹۴۷ تا ۲۰۰۷ میلادی فعالیت می‌کرد.
از فیلم‌ها یا برنامه‌های تلویزیونی که وی در آن نقش داشته است، می‌توان به هری پاتر و محفل ققنوس، کابوس، سالگرد، گوژپشت نتردام و مسیر خطر اشاره کرد.